# Lubrza (Lubusz)
Lubrza is een dorp in het Poolse woiwodschap Lubusz, in het district Świebodziński. De plaats maakt deel uit van de gemeente Lubrza en telt 870 inwoners.